# Abū l-Barakāt an-Nasafī
Abū l-Barakāt ʿAbdallāh ibn Ahmad an-Nasafī (arabisch أبو البركات عبد الله بن أحمد النسفي, DMG Abū l-Barakāt ʿAbdallāh ibn Aḥmad an-Nasafī; geb. um 1240 in Sogdien, Transoxanien; gest. 1310) war ein hanafitischer Rechtsgelehrter und Theologe. Er lehrte in Kerman. Er ist Autor des Kitab al-Wafi, eines Kommentares dazu (des Kitab al-Kafi) und einer Synopse zum letztgenannten (des Kanz al-daqa'iq).